# العلاقات الألبانية السورية
العلاقات الألبانية السورية هي العلاقات الثنائية التي تجمع بين ألبانيا وسوريا.

## مقارنة بين البلدين
هذه مقارنة عامة ومرجعية للدولتين:
| وجه المقارنة                                              | ألبانيا                                                    | سوريا                    |
| --------------------------------------------------------- | ---------------------------------------------------------- | ------------------------ |
| المساحة (كم2)                                             | 28.75 ألف                                                  | 185.18 ألف               |
| عدد السكان (نسمة)                                         | 3.02 مليون                                                 | 18.27 مليون              |
| الكثافة السكانية (ن./كم²)                                 | 105.04                                                     | 98.66                    |
| العاصمة                                                   | تيرانا                                                     | دمشق                     |
| اللغة الرسمية                                             | اللغة الألبانية                                            | اللغة العربية            |
| العملة                                                    | ليك ألباني                                                 | ليرة سورية               |
| الناتج المحلي الإجمالي (بليون دولار)                      | 13.04 مليار                                                | 60.20 مليار              |
| الناتج المحلي الإجمالي (تعادل القوة الشرائية) بليون دولار | 33.17 مليار                                                |                          |
| الناتج المحلي الإجمالي الاسمي للفرد دولار أمريكي          | 3.94 ألف                                                   |                          |
| الناتج المحلي الإجمالي للفرد دولار أمريكي                 | 11.11 ألف                                                  |                          |
| مؤشر التنمية البشرية                                      | 0.764                                                      | 0.594                    |
| رمز المكالمات الدولي                                      | +355                                                       | +963                     |
| رمز الإنترنت                                              | .al                                                        | .sy                      |
| المنطقة الزمنية                                           | توقيت وسط أوروبا، ت ع م+01:00، ت ع م+02:00، أوروبا/تيرانا ‏ | ت ع م+02:00، ت ع م+03:00 |

## منظمات دولية مشتركة
يشترك البلدان في عضوية مجموعة من المنظمات الدولية، منها:
| علم المنظمة | اسم المنظمة                               | تاريخ انضمام ألبانيا | تاريخ انضمام سوريا |
| ----------- | ----------------------------------------- | -------------------- | ------------------ |
|             | الاتحاد البريدي العالمي                   | ?                    | ?                  |
|             | مؤسسة التنمية الدولية                     | 15 أكتوبر 1991       | 28 يونيو 1962      |
|             | منظمة حظر الأسلحة الكيميائية              | ?                    | ?                  |
|             | الأمم المتحدة                             | 14 ديسمبر 1955       | 24 أكتوبر 1945     |
|             | وكالة ضمان الاستثمار متعدد الأطراف        | 15 أكتوبر 1991       | 14 مايو 2002       |
|             | منظمة الشرطة الجنائية الدولية             | ?                    | ?                  |
|             | مؤسسة التمويل الدولية                     | 15 أكتوبر 1991       | 28 يونيو 1962      |
|             | الاتحاد الدولي للاتصالات                  | 2 يونيو 1922         | 12 يناير 1924      |
|             | البنك الدولي للإنشاء والتعمير             | 15 أكتوبر 1991       | 10 أبريل 1947      |
|             | منظمة التعاون الإسلامي                    | ?                    | 1972               |
|             | المركز الدولي لتسوية المنازعات الاستشارية | 14 نوفمبر 1991       | 24 فبراير 2006     |
|             | يونسكو                                    | 16 أكتوبر 1958       | 16 نوفمبر 1946     |

## أعلام
هذه قائمة لبعض الشخصيات التي تربطها علاقات بالبلدين:
- عبد القادر الأرناؤوط (محدث سوري، 1928 – 26 نوفمبر 2004)

## وصلات خارجية
- موقع وزارة الخارجية الألبانية